# Antonio Gradoli
Antonio Gradoli est un acteur italien né le 19 mars 1917 à Rome et mort le 13 juin 1990. Il est surtout connu pour son rôle de Fergusson dans Sabata (1969) et dans celui du major Metternich dans Adios Sabata (1971).
Acteur de genre actif depuis le milieu des années 1930 jusqu'aux années 1970. Dans certains films, il a utilisé le pseudonyme Anthony Gradwell.

## Filmographie partielle
- 1937 : La fossa degli angeli de Carlo Ludovico Bragaglia
- 1960 : Les Amours d'Hercule  ( Gli amori di Ercole) de  Carlo Ludovico Bragaglia
- 1960 : La Vengeance des Barbares (La vendetta dei barbari), de Giuseppe Vari : Attale
- 1962 : Jules César contre les pirates  (Giulio Cesare contro i pirati) de Sergio Grieco
- 1962 : Zorro l'intrépide (Zorro alla corte di Spagna) de Luigi Capuano
- 1963 : Pour un whisky de plus (Cavalca e Uccidi) de  José Luis Borau
- 1963 : Scaramouche de Antonio Isasi-Isasmendi.
- 1965 : Super 7 appelle le Sphinx ( Superseven chiama Cairo) d'Umberto Lenzi
- 1966 : L'agent Gordon se déchaîne (Password : Uccidete agente Gordon) de Therence Hathaway
- 1967 : Opération frère cadet : Inspecteur Monte Carlo
- 1967 : Le Dernier Face à face (Faccia a faccia ), Cara a cara) de  Sergio Sollima
- 1969 : Sabata de  Gianfranco Parolini : Ferguson
- 1969 : Zorro au service de la reine  (Zorro alla corte d'Inghilterra) de Franco Montemurro : Général Kingston
- 1969 : Zorro, marquis de Navarre (Zorro marchese di Navarra) de Franco Montemurro
- 1971 : Adios Sabata, de Gianfranco Parolini : Major Metternich
- 1972 : El Zorro justiciero de Rafael Romero Marchent : Pedro